# Agolada

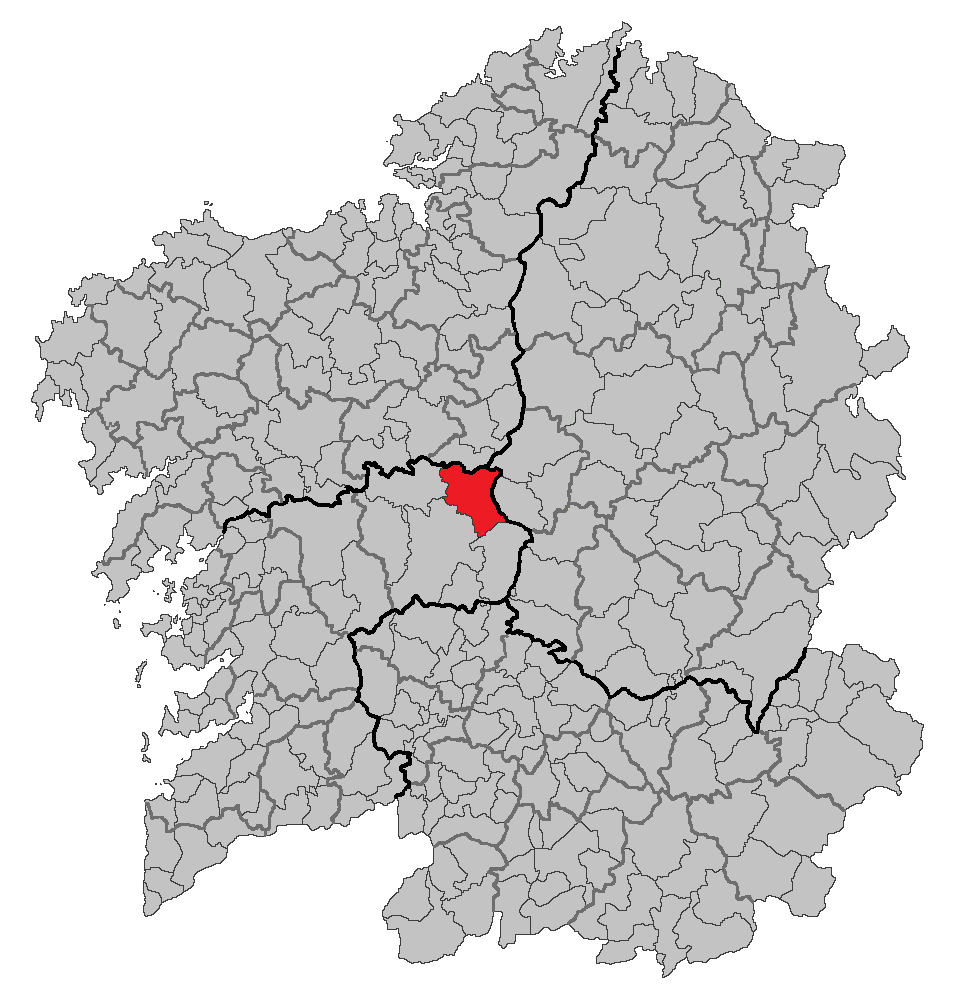
Agolada, Pontevedra, Galizia

Agolada è un comune spagnolo di 3 678 abitanti situato nella comunità autonoma della Galizia.